# Schloss Reichenbach (Wassertrüdingen)
Das Schloss Reichenbach ist eine abgegangene Burg- und Schlossanlage am Südwestrand des Gemeindeteils Reichenbach von Wassertrüdingen im mittelfränkischen Landkreis Ansbach in Bayern. 

## Geschichte
1261 ist erstmals ein Angehöriger eines Ortsadelsgeschlechts von Reichenbach nachgewiesen. 1399 hatten Hans von Rosenberg und seine Ehefrau Elsbeth den Herren von Seckendorff ihre Burg mit allem Zubehör, die Elsbeth von ihrem Vater Heinrich Marschalk von Pappenheim geerbt hatte, verkauft. 1482 trugen die Seckendorff das Schloss den Markgrafen von Ansbach zu Lehen auf. 1493 verkauften sie die Hälfte des Schlosses an die Herren von Eyb, die ihn 1514 an die Schenken von Schenkenstein weiterveräußerten. 1600 ging der andere Teil von den Seckendorff an die Markgrafen von Ansbach, an die schon 1572 und 1588 der Anteil der Schenkenstein gefallen war. 1687 war das Schloss offenbar schon komplett verfallen, denn in diesem Jahr verfügte die Regierung zu Ansbach, dass zur Renovierung des dortigen Schlosses Steine vom alten Schloss zu Reichenbach verwendet werden sollen.

## Beschreibung
Die Burg zeichnet sich heute nur noch als trapezförmiges, von einem nur noch schwach erhaltenen Wall umgebenes Gelände ab. Das Areal besitzt eine Größe von 80 × 28–47 m. Spuren der Innenbebauung sind nicht mehr zu erkennen. Da auch die Schriftquellen dazu keine Angaben machen, können keine weiteren Angaben zur Gestalt der Burg gemacht werden.